# コーラムジャンクション駅
コーラム ジャンクション駅 (英語: Kollam Junction railway station) は、南インドのケララ州にある主要な鉄道駅です。コーラム ジャンクションは、コーラム市にある 4 つの鉄道駅の 1 つです。1904 年に開業しました。
この駅は、ケララ州で最も利用者数が多く、面積では 2 番目に大きい駅の 1 つです。